# Free State of Jones

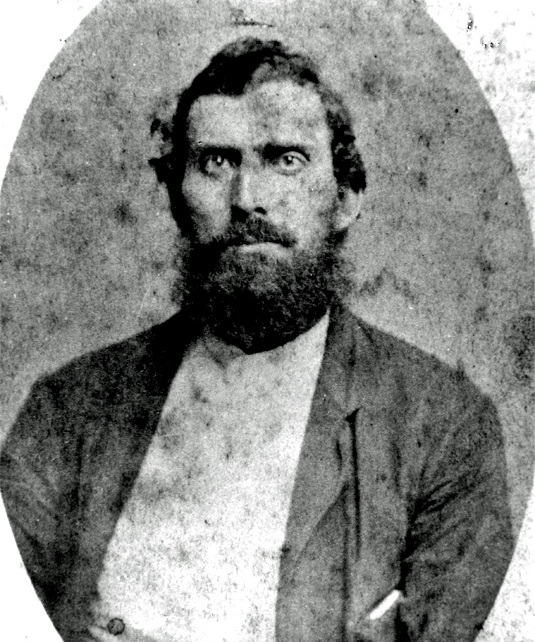
Newton Knight

Free State of Jones ist ein US-amerikanischer Spielfilm aus dem Jahr 2016 über das Leben von Newton Knight um die Zeit des Sezessionskriegs. Er basiert auf wahren Begebenheiten in Jones County (Mississippi) von 1862 bis 1876. Regie führte Gary Ross und die Hauptrolle übernahm Matthew McConaughey.

## Handlung
Im amerikanischen Bürgerkrieg dient Newton „Newt“ Knight als Sanitäter der Konföderierten Armee. In der Schlacht um Corinth im Oktober 1862 begegnet er seinem Neffen Daniel, der kürzlich in den Kriegsdienst eingezogen wurde. Obwohl sich Knight an den Kampfhandlungen beteiligt, um Daniel zu beschützen, stirbt sein Neffe bereits am nächsten Tag. Daraufhin desertiert Knight, um den Leichnam nach Jones County zu bringen.
In seiner Heimat treibt die Armee überhöhte Steuern in der Bevölkerung ein und nimmt sich auch Getreide und Tiere. Nachdem Knight einen derartigen Überfall bei einer Nachbarin abwehrt, wird er gejagt. Mit Hilfe der Barbesitzerin Sally versteckt sich Knight im Sumpf bei einer Gruppe geflohener Sklaven mit ihrem Anführer Moses Washington. Seine Frau Serena verlässt Jones County mit dem gemeinsamen Sohn. Knight beginnt eine Liebschaft mit der Haussklavin Rachel.
Im Laufe des Krieges wächst die Unzufriedenheit der Soldaten. Nach der Schlacht um Vicksburg verstecken sich viele Deserteure in den Sümpfen mit Knight als ihrem Captain. Gemeinsam mit den Sklaven bilden sie einen Widerstand gegen die Konföderation. Sie überfallen Versorgungsoffiziere und beschützen die Bevölkerung. Auf dem Höhepunkt besetzen sie den südöstlichen Teil von Mississippi. Die Widerstandsbewegung blieb bis zum Kriegsende bestehen.
Nach dem Krieg kämpft Knight weiter für die Rechte der Schwarzen. Er hilft Moses dabei, seinen Sohn aus einer der Sklaverei ähnlichen Beschäftigung zu befreien. Nachdem Moses gelyncht wird, marschiert Knight gemeinsam mit einer Gruppe schwarzer Wähler zum Wahlbüro.
Knight und Rachel haben einen Sohn, Jason. Weil gemischtrassige Ehen illegal sind, überträgt Knight ihr ein Stück Land. Im Verlauf des Films erscheinen zwischen den Episoden kurze Szenen einer Gerichtsverhandlung, in der sein Urenkel Davis Knight 85 Jahre später angeklagt ist, weil er eine Weiße geheiratet hat. Als Urenkel von Newton Knight und der Sklavin Rachel gilt Davis als „Farbiger“, und gemischtrassige Ehen sind in Mississippi zu diesem Zeitpunkt immer noch illegal.

## Produktion
Gary Ross verbrachte zehn Jahre mit der Projektentwicklung. Nach jahrelangen Recherchen hatte er Schwierigkeiten mit der Finanzierung. Das Drehbuch stellte er vor seiner Mitarbeit an Die Tribute von Panem – The Hunger Games fertig.
Die Dreharbeiten begannen am 23. Februar und dauerten bis 28. Mai 2015.
Am 24. Juni 2016 kam der Film in den USA und Kanada in die Kinos. In Deutschland erschien er am 10. November 2016 auf DVD and Blu-ray.

### Synchronisation
Die deutsche Synchronisation übernahm die Metz-Neun Synchron Studio- und Verlags GmbH unter der Regie von Torsten Münchow.
| Rolle            | Darsteller          | Synchronstimme    |
| ---------------- | ------------------- | ----------------- |
| Newton Knight    | Matthew McConaughey | Benjamin Völz     |
| Rachel           | Gugu Mbatha-Raw     | Gina-Marie Hudson |
| Moses Washington | Mahershala Ali      | Matti Klemm       |
| Serena           | Keri Russell        | Lilian Etzold     |
| Jasper Collins   | Christopher Berry   | Uli Krohm         |

## Rezeption
Nach einem Budget von 50 Millionen US-Dollar spielte der Film lediglich 25 Millionen ein.